# Brachypeza cuspidata
Brachypeza cuspidata är en tvåvingeart som beskrevs av Ostroverkhova 1979. Brachypeza cuspidata ingår i släktet Brachypeza och familjen svampmyggor. Inga underarter finns listade i Catalogue of Life.